# Damernas individuella mångkamp i rytmisk gymnastik vid olympiska sommarspelen 1992
Damernas individuella mångkamp i rytmisk gymnastik vid olympiska sommarspelen 1992 avgjordes i Barcelona.

## Medaljörer
| Gren                  | Guld                     | Silver                   | Brons              |
| Damernas individuella | Alexandra Timosjenko OSS | Carolina Pascual Spanien | Oxana Skaldina OSS |

## Resultat

### Kval
42 tävlande deltog i kvalet, och de 18 främsta gick till finalen.

### Slutlig ställning
| Placering | Gymnast                   | Land                               |
| --------- | ------------------------- | ---------------------------------- |
| 1         | Oleksandra Tjmosjenko     | OSS                                |
| 2         | Carolina Pascual          | Spanien                            |
| 3         | Oksana Skaldina           | OSS                                |
| 4         | Carmen Acedo              | Spanien                            |
| 5         | Marija Petrova            | Bulgarien                          |
| 6         | Irina Deleanu             | Rumänien                           |
| 7         | Joanna Bodak              | Polen                              |
| 8         | Lenka Oulehlová           | Tjeckoslovakien                    |
| 9         | Diana Popova              | Bulgarien                          |
| 10        | Christiane Klumpp         | Tyskland                           |
| 11        | Maria Sansaridou          | Grekland                           |
| 12        | Samantha Ferrari          | Italien                            |
| 13        | Irene Germini             | Italien                            |
| 14        | Areti Sinapidou           | Grekland                           |
| 15        | Eliza Białkowska          | Polen                              |
| 16        | Jana Šramková             | Tjeckoslovakien                    |
| 17        | Li Gyong-Hui              | Nordkorea                          |
| DNS r2/2  | Ancuţa Goia               | Rumänien                           |
| 18 QR     | Miho Yamada               | Japan                              |
| 19 QR     | Chrystelle-Arlette Sahuc  | Frankrike                          |
| 20 QR     | Madonna Gimotea           | Kanada                             |
| 22 QR     | Deborah Southwick         | Storbritannien                     |
| 23 QR     | Jenifer Lovell            | USA                                |
| 24 QR     | Viktória Fráter           | Ungern                             |
| 25T QR    | Céline Degrange           | Frankrike                          |
| 25T QR    | Hanna Laiho               | Finland                            |
| 27 QR     | Chong Gum                 | Nordkorea                          |
| 28 QR     | Andrea Szalay             | Ungern                             |
| 29T QR    | Bai Mei                   | Kina                               |
| 29T QR    | Susan Cushman             | Kanada                             |
| 29T QR    | Viva Seifert              | Storbritannien                     |
| 32 QR     | Majda Milak               | Oberoende olympiska idrottsutövare |
| 33 QR     | Kristina Radonjić         | Oberoende olympiska idrottsutövare |
| 34 QR     | Yun Byeong-Hui            | Sydkorea                           |
| 35 QR     | Kim Yu-Gyeong             | Sydkorea                           |
| 36 QR     | Guo Shasha                | Kina                               |
| 37 QR     | Yukari Kawamoto           | Japan                              |
| 38 QR     | Anna Kimonos              | Cypern                             |
| 39 QR     | Cindy Stollenberg         | Belgien                            |
| 40 QR     | Tamara Levinson           | USA                                |
| 41 QR     | Marta Cristina Schonhurst | Brasilien                          |
| 42 QR     | Elena Khatzisavva         | Cypern                             |